# Wurmbea inflata
Wurmbea inflata là một loài thực vật có hoa trong họ Colchicaceae. Loài này được T.D.Macfarl. & A.L.Case mô tả khoa học đầu tiên năm 2007.